# Fra Bartolomeo
Fra Bartolomeo, pravog imena Baccio della Porta, poznat i kao Bartolommeo di Pagholo i Bartolommeo di San Marco, bio je talijanski slikar visoke renesanse i dominikanski svećenik.
Fra Bartolomeo je učio slikarstvo u radionici Cosima Rossellija, da bi nakon obuke otvorio radionicu zajedno sa slikarem Mariottom Albertinellijem u Firenci, gdje je proveo većinu svoje karijere. Bartolomeovi rani radovi kao što je Navještenje (1497., Volterra) su pod utjecajem uravnoteženih kompozicija umbrijskog slikara Perugina i sfumata Leonarda da Vincija. Godine 1499. Bartolomeo je dobio narudžbu za izradu monumentalne freske Posljednji sud u jednoj od kapela grobnica u crkvi Santa Maria Nuova. 
Pod utjecajem firentinskog dominikanskog vjerskog reformatora Girolama Savonarole, Bartolomeo se pridružio samostanu dominikanskog reda 1500. godine, da bi 1501. potpuno napustio slikarstvo. Ponovo se vratio slikanju tek 1504. godine radeći samo biblijske kompozicije (Sveta obitelj, 1504.; Uzašašće Marijino, 1507.; Majka Božja sa svecima, 1509.; Majka Božja milosrdna, 1515.; Pietà, 1516.), koje su bile u službi vjerskog reda kojemu je pripadao. Godine 1504. završio je sliku Vizija svetog Bernarda koja se smatra njegovim najvećem doprinosu monumentalnom stilu visoke renesanse i koja je snažno utjecala na Rafaela.
Godine 1508. Bartolomeo je u posjeti Veneciji gdje asimilira kolorizam mletačkih slikara. Tamo je naslikao je grupu slika s vjerskom tematikom koje odlikuje uravnotežena kompozicija i atmosferska gustoća postignuta upotrebom Leonardovog sfumata. Među tim djelima se ističu Bog Otac sa svetom Katarinom od Siene i Marijom Magdalenom iz 1509. godine (San Pietro Martire, Murano) i Mistična vjeridba sv. Katarine (1512.).
Godine 1513. u Rimu slika Petra i Pavla (Vatikanski muzeji), a po povratku u Firencu osniva studio u samostanu sv. Marka i slika za palaču Pitti i freske za dominikanski samostan Pian di Mugnone, Fiesole. Njegova freska u tom samostanu, Noli me tangere, je njegova posljednje djelo. Preminuo je u Firenci 1517. godine.
U svojim djelima nastojao je spojiti Leonardovu izražajnost i sfumato, Rafaelovu liričnost, Michelangelovu monumentalnost i koloristička dostignuća mletačkoga slikarstva.
- Girolamo Savonarola, oko 1498., ulje na platnu, 47 x 31 cm, Firenca.
- Bog Otac sa svetom Katarinom od Siene i Marijom Magdalenom, 1509., ulje na platnu, 361 x 236 cm, Lucca.
- Mistična vjeridba sv. Katarine, 1512., ulje na platnu, 356 x 270 cm, Louvre, Pariz.
- Pietà, 1516., ulje na platnu, 158 x 199 cm, Pitti, Firenca.
- Krist s četiri Evanđelista, 1516., ulje na platnu, 203,5 x 282 cm, Pitti, Firenca.

## Vanjske poveznice
- Fra Bartolomeo, biografija, virtualuffizi.com (engl.)
- Kolekcija radova na Web Gallery of Art